# Alegeri prezidențiale în România, 2009
Alegerile prezidențiale din România din anul 2009 au avut loc la expirarea mandatului celui de-al patrulea președinte al țării, Traian Băsescu. Acesta a depus jurământul la data de 20 decembrie 2004 și deținea, potrivit Constituției, un mandat de 5 ani. Acestea au fost primele alegeri prezidențiale din România care au avut loc separat de alegerile legislative, primele alegeri prezidențiale care s-au desfășurat odată cu un referendum și primele alegeri prezidențiale din România după aderarea la Uniunea Europeană.
Și-au putut depune candidatura pentru funcția de președinte cetățenii români în vârstă de cel puțin 35 de ani, care au strâns cel puțin 200.000 de semnături ale cetățenilor cu drept de vot. 
Primul tur de scrutin a avut loc pe data de 22 noiembrie, iar turul doi, pe 6 decembrie.
S-au înscris 12 candidați dintre care 3 independenți. Radu, Principe al României, soțul Prințesei Margareta a României și-a anunțat candidatura la alegerile prezidențiale la 9 aprilie 2009; ulterior s-a retras din cursa electorală. Nati Meir, candidat independent, a fost arestat pe 20 octombrie 2009 pentru punere în circulație de valori falsificate și deținere de valori falsificate în vederea punerii în circulație, falsificare de valori străine și înșelăciune. Două zile mai târziu și-a anunțat retragerea din cursa prezidențială.
Organizarea alegerilor și a referendumului au costat statul român aproximativ 40 de milioane de euro.
În al doilea tur de scrutin s-au calificat candidatul PSD Mircea Geoană și președintele în exercițiu Traian Băsescu, ultimul câștigând un nou mandat cu 50,33% din voturi. Partidul Social Democrat a contestat rezultatul alegerilor, reclamând fraude electorale, dar Curtea Constituțională, după ce a cerut renumărarea voturilor anulate, a validat rezultatul alegerilor.

## Candidați

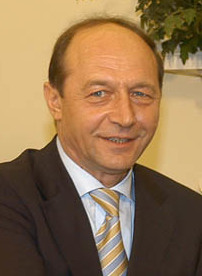
Traian Băsescu Partidul Democrat-Liberal (PD-L)
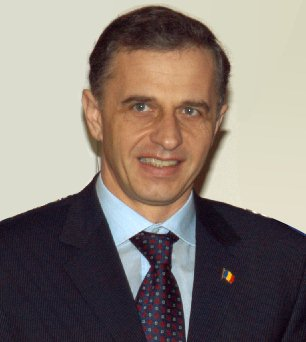
Mircea Geoană Partidul Social-Democrat (PSD)
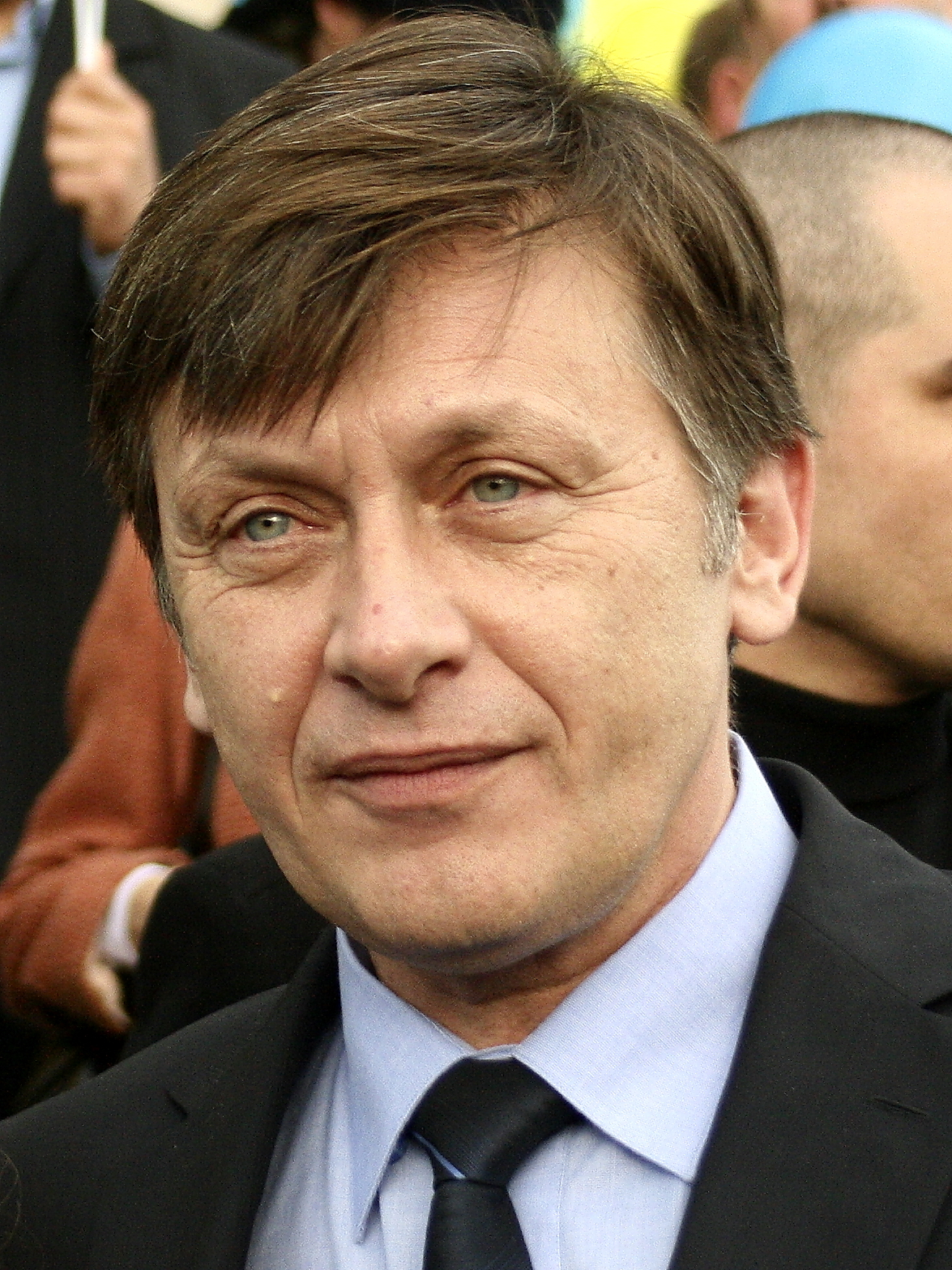
Crin Antonescu Partidul Național Liberal (PNL)
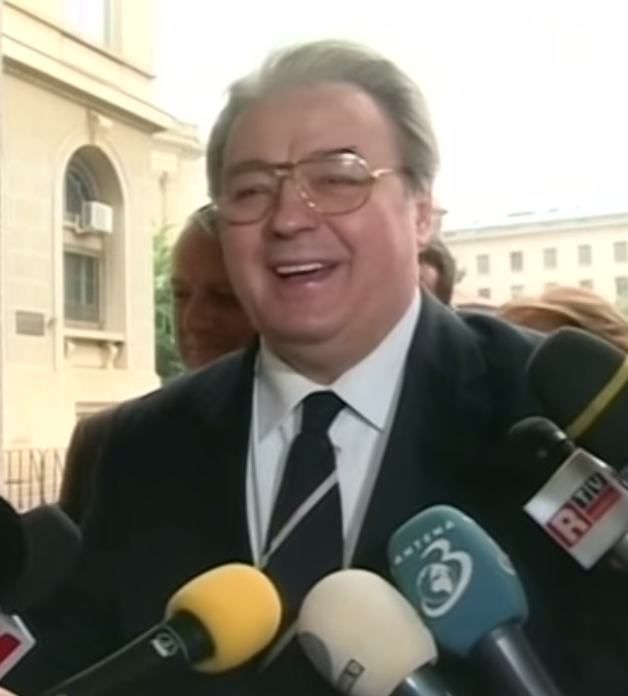
Corneliu Vadim Tudor Partidul România Mare (PRM)
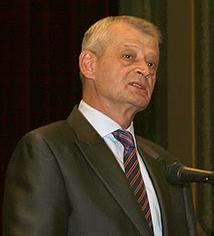
Sorin Oprescu candidat independent
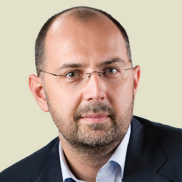
Hunor Kelemen Uniunea Democrată Maghiară din România (UDMR)
Constantin-Ninel Potîrcă candidat independent
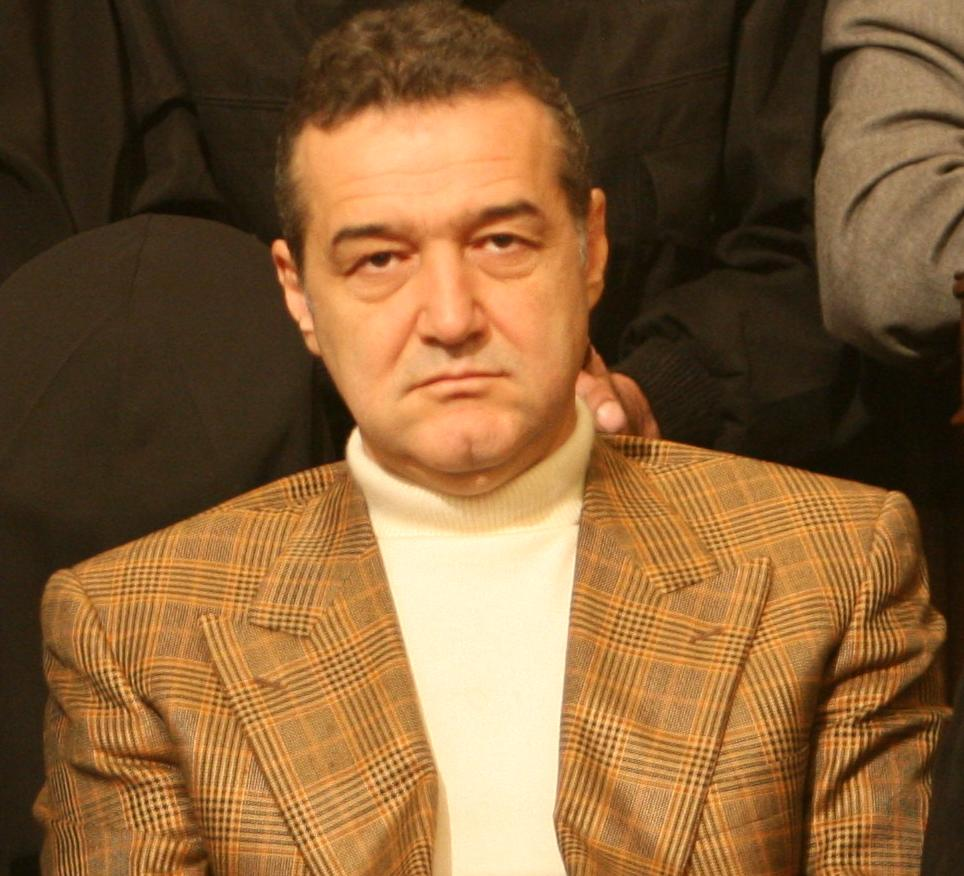
George Becali Partidul Noua Generație – Creștin Democrat (PNG–CD)
Ovidiu-Cristian Iane Partidul Ecologist Român
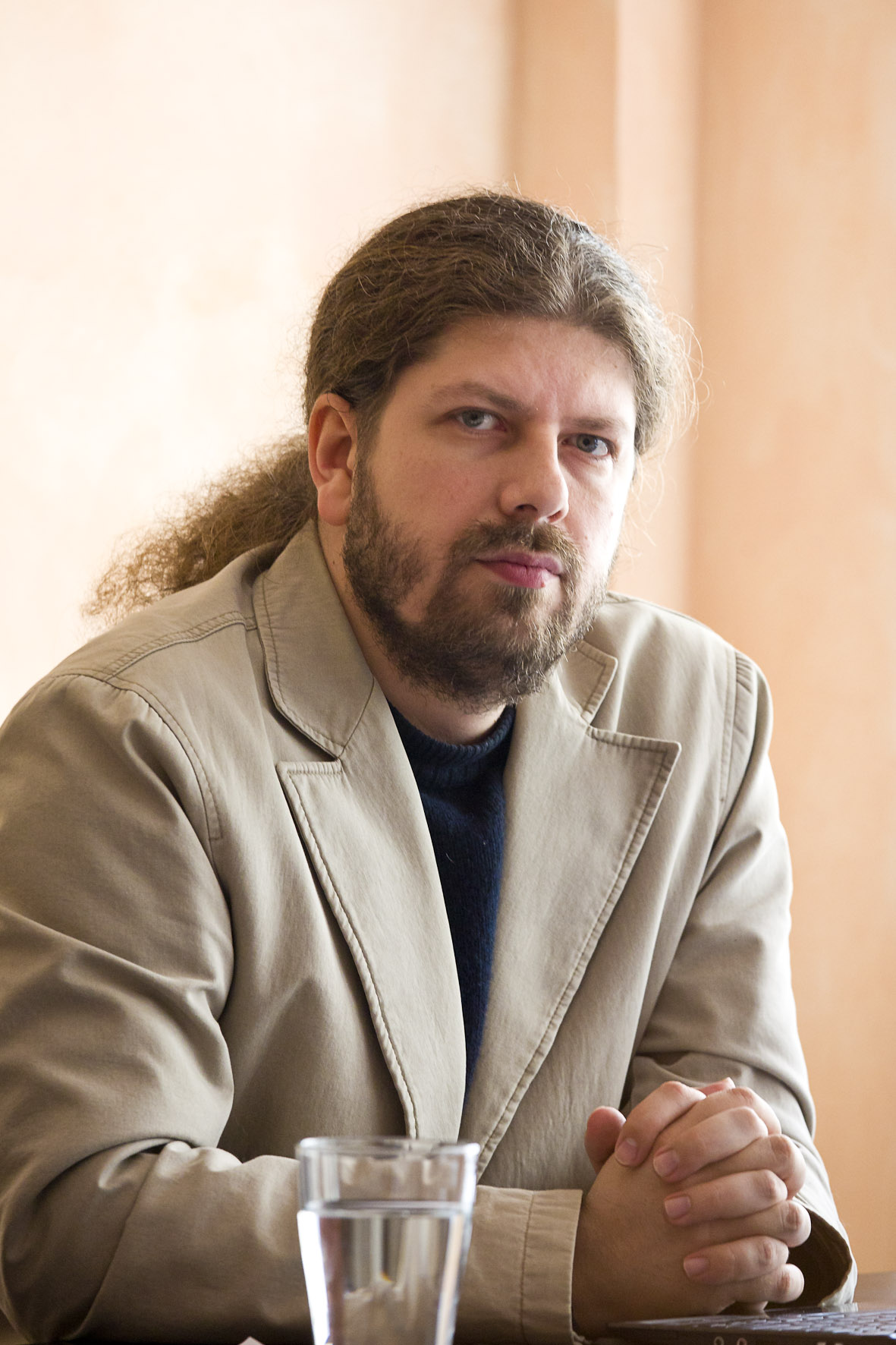
Remus Cernea Partidul Verde
Constantin Rotaru Partidul Alianța Socialistă (PAS)
Eduard Gheorghe Manole candidat independent

## Alegerile văzute în presa internațională
Publicația germană Handelsblatt sub titlul "Fondul Monetar Internațional privește fascinat la alegerile din România" subliniază importanța alegerilor din 22 noiembrie deoarece FMI va acorda României următoarea tranșă a împrumutului doar în condiții de stabilitate politică.

Alt cotidian german, Tagesspiegel, comentează "La alegerile prezidențiale din România candidează 12 candidați, unul mai lipsit de credibilitate decât celălalt". Vocea Americii titrează „Prezidențialele din România, umbrite de criza politică“. Financial Times comentează „viitorul președinte al țării va avea o influență redusă asupra politicilor financiare atât de necesare țării."
Jurnaliștii de la publicația austriacă Wiener Zeitung notează că "După săptămâni întregi de paralizie politică, scrutinul aduce o clarificare a raporturilor de forțe și un impuls decisiv pentru formarea noului guvern."

## Sondaje de opinie

### Primul tur
| Institut de sondaj  | Dată             | Sursă                                              | Băsescu | Geoană | Antonescu | Oprescu | Tudor | Kelemen | Alții | Indeciși |
| GSS                 | 16.05.2009       | Arhivat în 17 mai 2009, la Wayback Machine.        | 30,8%   | 24,3%  | 20,3%     |         | 5,5%  | N/A     | 7,8%  | 5%       |
| CURS                | 26.06.2009       | Arhivat în 5 decembrie 2012, la Archive.is         | 36%     | 24%    | 20%       |         | 11%   | 2%      | 3%    | N/A      |
| INSOMAR             | 12.07.2009       |                                                    | 35,7%   | 29,6%  | 16.8%     |         | 11,9% | N/A     | N/A   | N/A      |
| Gallup România      | 16-20.07.2009    | Arhivat în 1 august 2009, la Wayback Machine.      | 35%     | 18%    | 20%       |         | 10%   | 3%      | N/A   | N/A      |
| CCSB                | 17-19.09.2009    | Arhivat în 25 septembrie 2009, la Wayback Machine. | 34%     | 18%    | 19%       | 12%     | 7%    | 1%      | N/A   | N/A      |
| INSOMAR             | 8-11.10.2009     |                                                    | 33,4%   | 28,5%  | 14,5%     | 8,1%    | 6,1%  | 4,3%    | N/A   | N/A      |
| CSOP                | 16-18.10.2009    |                                                    | 35%     | 24%    | 19%       | 8%      | 4%    | 4%      | N/A   | N/A      |
| CURS                | 15-22.10.2009    | Arhivat în 12 ianuarie 2010, la Wayback Machine.   | 31%     | 30%    | 17%       | 9%      | 5%    | 4%      | 4%    | N/A      |
| BCS                 | 19.10.2009       | Arhivat în 13 ianuarie 2013, la Archive.is         | 31,3%   | 21,9%  | 23,8%     | 10,4%   | 3,7%  | 3,8%    | 5,1%  | N/A      |
| Operations Research | 20-23.10.2009    | Arhivat în 2 noiembrie 2009, la Wayback Machine.   | 31%     | 21%    | 22%       | 12%     | 6%    | 2%      | 6%    |          |
| INSOMAR             | 29.10-01.11.2009 |                                                    | 30%     | 32%    | 19%       | 6%      | 7%    | 3%      | 5,1%  | N/A      |
| Gallup România      | 01-03.11.2009    | Arhivat în 5 noiembrie 2009, la Wayback Machine.   | 32,5%   | 21,5%  | 21,5%     | 11%     | 5%    | 2,5%    | N/A   |          |
| CCSB                | 03.11.2009       |                                                    | 34%     | 30%    | 18%       | 14%     | 3%    | 1%      | 1%    |          |
| INSOMAR             | 09.11.2009       |                                                    | 31%     | 32%    | 18%       | 5%      | 6%    | 5%      | N/A   |          |
| CCSB                | 11.11.2009       | Arhivat în 22 octombrie 2014, la Wayback Machine.  | 34%     | 31%    | 16%       | 10%     | 4%    | 3%      | 2%    |          |
| Operations Research | 15.11.2009       | Arhivat în 10 noiembrie 2022, la Wayback Machine.  | 30%     | 23%    | 26%       | 8%      | 6%    | 4%      | 3%    |          |
| CSOP                | 18.11.2009       | Arhivat în 9 octombrie 2011, la Wayback Machine.   | 37%     | 27%    | 20%       | 6%      | 3%    | 5%      | 2%    |          |
| Operations Research | 19.11.2009       | [nefuncțională]                                    | 32,5%   | 23,5%  | 24,5%     | 7%      | 6%    | 4%      | 2,5%  |          |

### Exit poll-uri, tur unu (ora 19)

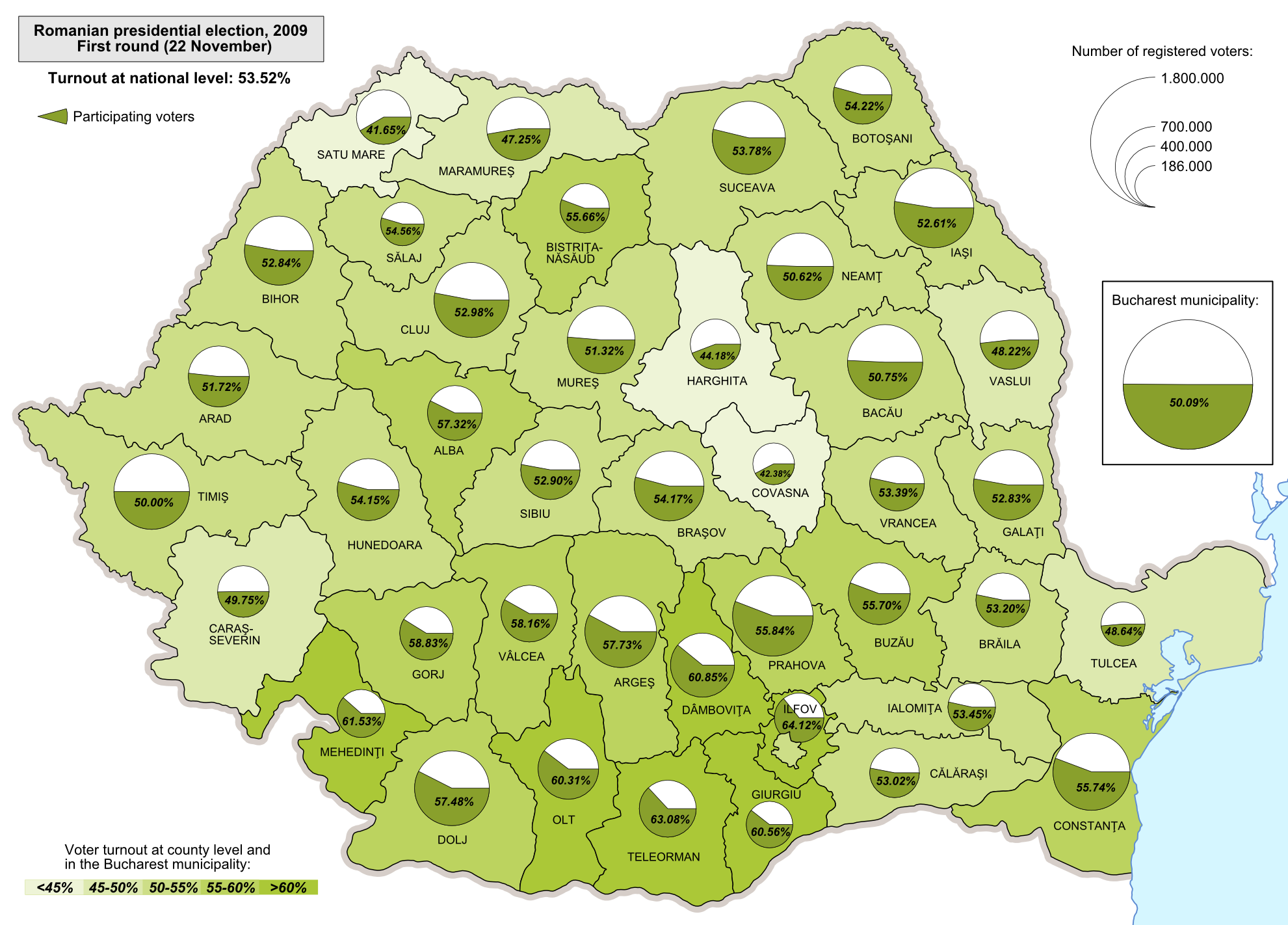
Prezența la vot la nivelul județelor și a municipiului București - primul tur de scrutin

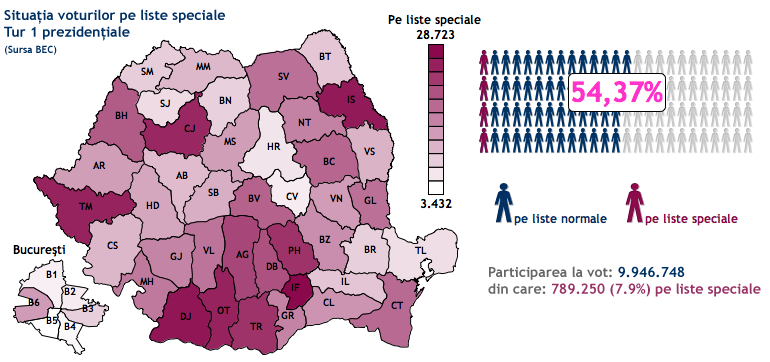
Prezența la vot pe liste speciale la nivelul județelor și a municipiului București - primul tur de scrutin

| Candidat                 | Partid                                      | INSOMAR | CCSB | CSOP | CURS  |
| ------------------------ | ------------------------------------------- | ------- | ---- | ---- | ----- |
| Traian Băsescu           | Partidul Democrat-Liberal                   | 32,8    | 34,1 | 33,2 | 33,72 |
| Mircea Geoană            | Partidul Social Democrat                    | 31,7    | 30,9 | 30,3 | 31,44 |
| Crin Antonescu           | Partidul Național Liberal                   | 21,8    | 22,1 | 22,0 | 21,53 |
| Hunor Kelemen            | Uniunea Democrată a Maghiarilor din România | 3,6     | 3,6  | 4,9  | 3,26  |
| Corneliu Vadim Tudor     | Partidul România Mare                       | 4,0     | 3,6  | 3,9  | 4,22  |
| Sorin Oprescu            | Independent                                 | 3,5     | 3,4  | 3,2  | 3,18  |
| George Becali            | Partidul Noua Generație                     | 1,7     | 1,4  | 0,9  | 2,00  |
| Remus Cernea             | Partidul Verde                              | 0,4     | 0,4  | xx,x | xx,x  |
| Ovidiu-Cristian Iane     | Partidul Verde Ecologist                    | 0,1     | 0,2  | xx,x | xx,x  |
| Eduard Manole            | Independent                                 | 0,2     | 0,2  | xx,x | xx,x  |
| Constantin-Ninel Potîrcă | Independent                                 | 0,1     | 0,1  | xx,x | xx,x  |
| Constantin Rotaru        | Partidul Alianța Socialistă                 | 0,1     | 0,0  | xx,x | xx,x  |

### Al doilea tur

#### Băsescu versus Geoană
| Institut de sondaj | Dată             | Sursă                                             | Băsescu | Geoană |
| ------------------ | ---------------- | ------------------------------------------------- | ------- | ------ |
| INCOR              | 28.06.2009       | Arhivat în 11 august 2011, la Wayback Machine.    | 52%     | 48%    |
| CCSB               | 27.07.2009       |                                                   | 53%     | 47%    |
| CCSB               | 03.10.2009       | Arhivat în 8 octombrie 2009, la Wayback Machine.  | 47%     | 53%    |
| CSOP               | 07.10.2009       | Arhivat în 15 octombrie 2009, la Wayback Machine. | 53%     | 47%    |
| INSOMAR            | 8-11.10.2009     | Arhivat în 27 octombrie 2009, la Wayback Machine. | 49,4%   | 50,6%  |
| CURS               | 26.10.2009       | Arhivat în 12 ianuarie 2010, la Wayback Machine.  | 50%     | 50%    |
| INSOMAR            | 29.10-01.11.2009 |                                                   | 47%     | 53%    |
| CCSB               | 03.11.2009       |                                                   | 46%     | 54%    |
| INSOMAR            | 6-9.11.2009      |                                                   | 47%     | 53%    |

#### Băsescu versus Antonescu
| Institut de sondaj | Dată        | Sursă                                             | Băsescu | Antonescu |
| ------------------ | ----------- | ------------------------------------------------- | ------- | --------- |
| INCOR              | 28.06.2009  | Arhivat în 11 august 2011, la Wayback Machine.    | 53%     | 47%       |
| CCSB               | 27.07.2009  |                                                   | 55%     | 45%       |
| CCSB               | 03.10.2009  | Arhivat în 8 octombrie 2009, la Wayback Machine.  | 54%     | 46%       |
| CSOP               | 07.10.2009  | Arhivat în 15 octombrie 2009, la Wayback Machine. | 57%     | 43%       |
| CURS               | 26.10.2009  | Arhivat în 12 ianuarie 2010, la Wayback Machine.  | 49%     | 51%       |
| Gallup Romania     | 03.11.2009  | Arhivat în 5 noiembrie 2009, la Wayback Machine.  | 46%     | 54%       |
| CCSB               | 3.11.2009   |                                                   | 49%     | 51%       |
| INSOMAR            | 6-9.11.2009 |                                                   | 47%     | 53%       |

#### Băsescu versus Oprescu
| Institut de sondaj | Dată       | Sursă                                             | Băsescu | Oprescu |
| ------------------ | ---------- | ------------------------------------------------- | ------- | ------- |
| CCSB               | 03.10.2009 | Arhivat în 8 octombrie 2009, la Wayback Machine.  | 43%     | 57%     |
| CSOP               | 07.10.2009 | Arhivat în 15 octombrie 2009, la Wayback Machine. | 52%     | 48%     |
| CURS               | 26.10.2009 | Arhivat în 12 ianuarie 2010, la Wayback Machine.  | 48%     | 52%     |
| CCSB               | 3.11.2009  |                                                   | 49%     | 51%     |

## Rezultate
Conform exit-poll-urilor de la ora 19 (publicate la ora 21:00) și care nu includeau estimările voturilor la secțiile din străinătate, Mircea Geoană era dat câștigător al alegerilor.
Conform rezultatelor de luni, 7 decembrie 2009, publicate de Biroul Electoral Central, Traian Băsescu a câștigat alegerile cu 50,33% din numărul total de voturi valabil exprimate. Aceste date au rămas provizorii până la validarea lor de către Curtea Constituțională. Curtea Constituțională a validat rezultatele după ce a cerut o renumărare a voturilor anulate; această renumărare nu a dus la o schimbare semnificativă a rezultatelor.
În străinătate au votat 147.754 de cetățeni români, cei mai multi cu domiciliul in Italia - peste 40.000.
Acesta a fost cel mai mare număr de votanți în străinătate de până atunci.

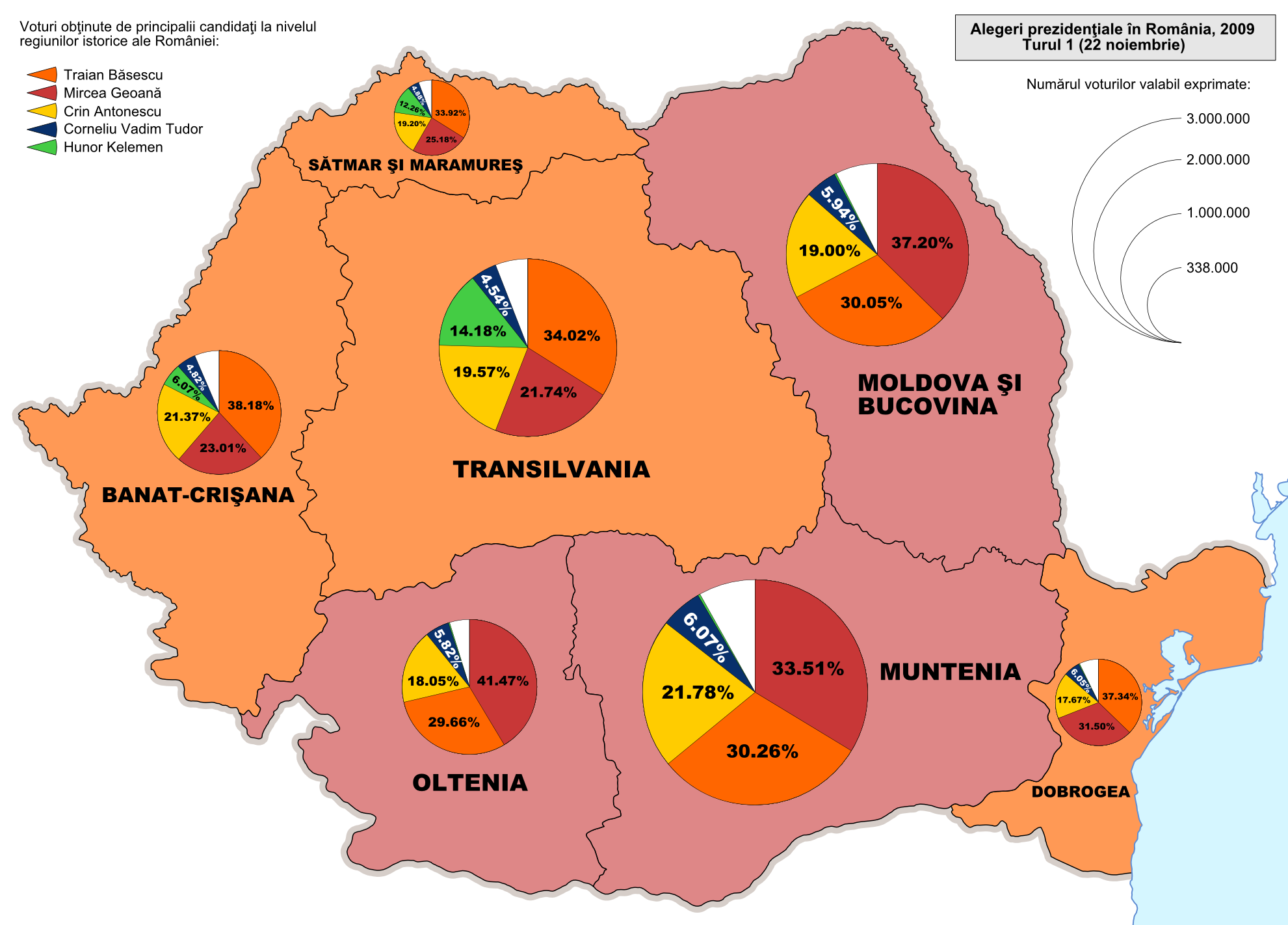
Rezultatele primului tur de scrutin la nivelul aproximativ al regiunilor istorice

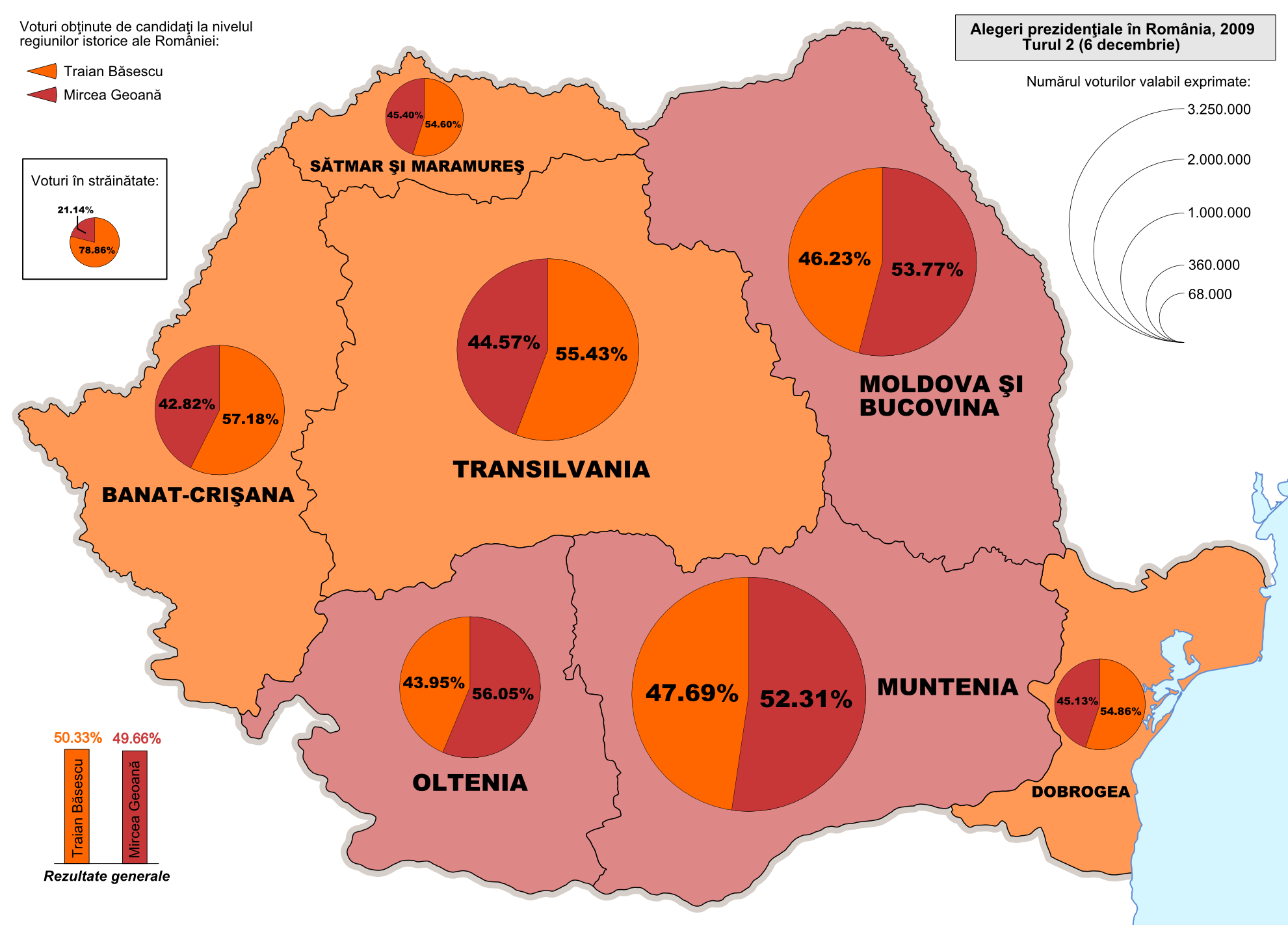
Rezultatele celui de-al doilea tur de scrutin la nivelul aproximativ al regiunilor istorice

| Candidat                                                                             | Candidat                                                                             | Candidat                                                                             | Primul tur | Primul tur | Al doilea tur | Al doilea tur |
| Candidat                                                                             | Candidat                                                                             | Partid                                                                               | Voturi     | %          | Voturi        | %             |
| ------------------------------------------------------------------------------------ | ------------------------------------------------------------------------------------ | ------------------------------------------------------------------------------------ | ---------- | ---------- | ------------- | ------------- |
|                                                                                      | Traian Băsescu                                                                       | Partidul Democrat Liberal                                                            | 3.153.640  | 32,44      | 5.277.068     | 50,34         |
|                                                                                      | Mircea Geoană                                                                        | Alianța Electoralǎ Partidul Social Democrat + Partidul Conservator                   | 3.027.838  | 31,15      | 5.206.747     | 49,66         |
|                                                                                      | Crin Antonescu                                                                       | Partidul Național Liberal                                                            | 1.945.831  | 20,02      |               |               |
|                                                                                      | Corneliu Vadim Tudor                                                                 | Partidul România Mare                                                                | 540.380    | 5,56       |               |               |
|                                                                                      | Hunor Kelemen                                                                        | Uniunea Democrată Maghiară din România                                               | 372.764    | 3,83       |               |               |
|                                                                                      | Sorin Oprescu                                                                        | Independent                                                                          | 309.764    | 3,18       |               |               |
|                                                                                      | George Becali                                                                        | Partidul Noua Generație - Creștin Democrat                                           | 186.390    | 1,91       |               |               |
|                                                                                      | Remus Cernea                                                                         | Partidul Verde                                                                       | 60.539     | 0,62       |               |               |
|                                                                                      | Constantin Rotaru                                                                    | Partidul Alianța Socialistă                                                          | 43.684     | 0,44       |               |               |
|                                                                                      | Gheorghe-Eduard Manole                                                               | Independent                                                                          | 34.189     | 0,35       |               |               |
|                                                                                      | Ovidiu-Cristian Iane                                                                 | Partidul Ecologist Român                                                             | 22.515     | 0,23       |               |               |
|                                                                                      | Constantin-Ninel Potîrcă                                                             | Independent                                                                          | 21.306     | 0,21       |               |               |
|                                                                                      | Voturi invalide                                                                      | Voturi invalide                                                                      | 227.446    | 2,28       | 138.476       | 1,30          |
| Total primul tur: 18.293.277 de cetățeni cu drept de vot (54,37% prezenți la vot)    | Total primul tur: 18.293.277 de cetățeni cu drept de vot (54,37% prezenți la vot)    | Total primul tur: 18.293.277 de cetățeni cu drept de vot (54,37% prezenți la vot)    | 9.946.748  | 100 %      |               |               |
| Total al doilea tur: 18.303.224 de cetățeni cu drept de vot (58,02% prezenți la vot) | Total al doilea tur: 18.303.224 de cetățeni cu drept de vot (58,02% prezenți la vot) | Total al doilea tur: 18.303.224 de cetățeni cu drept de vot (58,02% prezenți la vot) |            |            | 10.483.815    | 100 %         |
| Sursa: Biroul Electoral Central ,                                                    |                                                                                      |                                                                                      |            |            |               |               |

### Rezultate oficiale parțiale pentru turul al doilea
| Ora   | Voturi Numărate | Băsescu | Geoană |
| ----- | --------------- | ------- | ------ |
| 08:00 | 95,4%           | 50,43%  | 49,57% |
| 10:16 | 99,13%          | 50,37%  | 49,62% |
| 14:45 | 100%            | 50.34%  | 49.66% |

### Rezultatele finale pentru turul al doilea
În urma numărării voturilor și renumărării voturilor inițial anulate, rezultatele finale sunt:
| Voturi valabil exprimate | Băsescu   | Băsescu | Geoană    | Geoană |
| ------------------------ | --------- | ------- | --------- | ------ |
| 10.483.815               | 5.277.068 | 50,34%  | 5.206.747 | 49,66% |

## Acuzații de fraudare a alegerilor
Opoziția a decis să conteste rezultatul; Mircea Geoană a anunțat că social-democrații vor contesta alegerile la Curtea Constituțională și că vor prezenta dovezi de fraudă electorală. Secretarul general al PSD, Liviu Dragnea : „a existat un număr mare de buletine de vot anulate, au fost modificate multe procese verbale cu rezultatele votului și turism electoral masiv”.  Dragnea a mai declarat: „românii au votat pentru Mircea Geoana, dar aparatul de stat al lui Băsescu l-a făcut câștigător prezidențial al alegerilor prin fraudă”.
Vorbind despre „sistemul de fraudare și de furt” al PDL, social-democratul Victor Ponta a făcut o declarație controversată: „Știam că ne batem cu ei. Trebuia să câștigăm la zece procente ca să nu ne batem cu ei, dar nu am câștigat la zece, probabil am câștigat doar la trei-patru. Și atunci sistemul lor a fost mai bun.” Afirmația lui Ponta a fost interpretată de presă ca un act ratat privitor la fraudarea alegerilor.
Mircea Geoana, a declarat că social-democrații exclud orice colaborare cu Traian Băsescu și partidul său, și că păstrează colaborarea cu PNL și UDMR în Parlament.

### Contestarea la Curtea Constituțională
La 8 decembrie, Partidul Social Democrat a depus o cerere de anulare și repetare a turului II al alegerilor prezidențiale la Curtea Constituțională, declarând că alegerile au fost fraudate masiv.
Pe data de 11 decembrie, Curtea Constituțională a decis renumărarea voturilor nule din al doilea tur de scrutin al alegerilor prezidențiale. Este vorba de 138.476 de voturi, de două ori mai multe decât numărul voturilor care îl despart pe Traian Băsescu de contracandidatul său, Mircea Geoană. Băsescu, aflat în vizită la Bruxelles, a catalogat decizia Curții drept normală, legală și constituțională. Renumărarea voturilor nule a relevat că din cele 138.476 de voturi nule înregistrate, 2.247 erau voturi valabile anulate în mod eronat, iar din acestea 1.260 de voturi erau pentru Traian Băsescu și 987 pentru Mircea Geoană. În 14 decembrie 2009, în aceeași zi în care s-a finalizat renumărarea voturilor nule, Curtea Constituțională a validat rezultatul alegerilor, confirmând realegerea lui Traian Băsescu.